# António Soares dos Reis

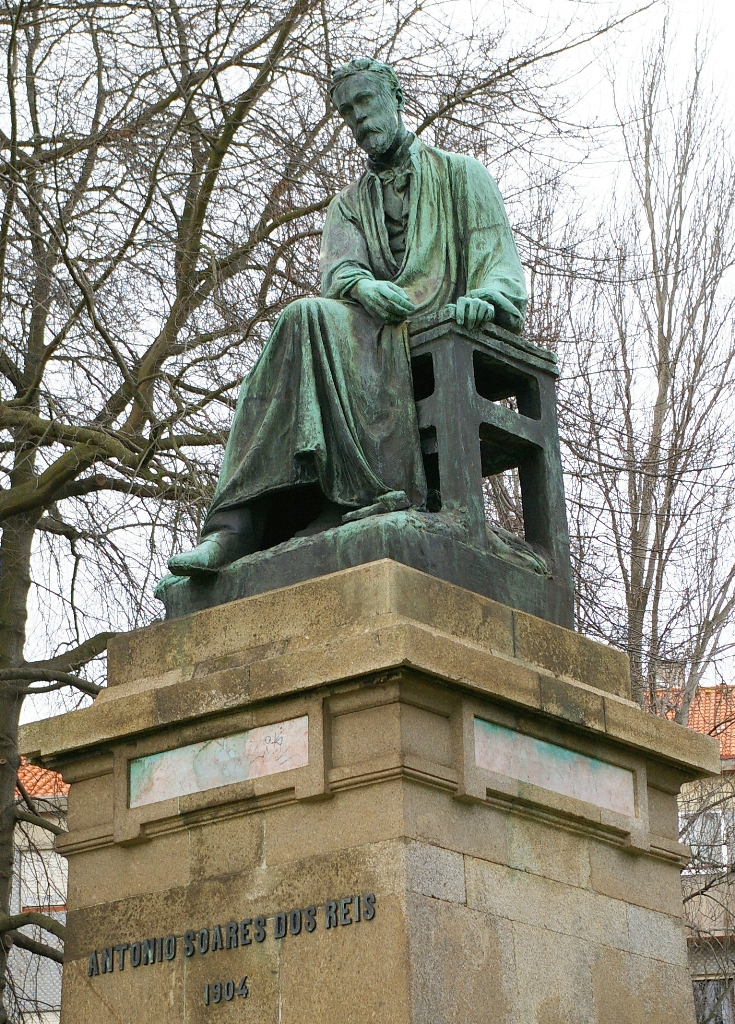
Denkmal für Soares dos Reis von António Teixeira Lopes in Vila Nova de Gaia

António Soares dos Reis (* 14. Oktober 1847 in Mafamude; † 16. Februar 1889 in Vila Nova de Gaia) war ein portugiesischer Bildhauer. Er ist der bedeutendste Vertreter des Realismus in Portugal.

## Werdegang
Soares dos Reis war Sohn des angesehenen Kaufmanns Manuel Soares und der D. Rita do Nascimento de Jesus. Als 13-Jähriger nahm er 1861 ein Studium an der Academia Portuense de Belas Artes bei João António Correia auf. Nach Abschluss 1866 lebte er von 1867 bis 1870 in Paris und in den Jahren 1871/72 in Rom, wo sein bekanntestes Werk, die Plastik O Desterrado („Der Ausgestoßene“) entstand.
Nach Rückkehr nach Porto lehrte er als Professor an der Academia Portuense de Belas Artes. 1885 heiratete er Amélia Macedo.
Unverstanden und zu Lebzeiten wenig beachtet nahm er sich im Alter von 41 Jahren das Leben. 
Postum wurde 1911 das Museu Portuense in Museu Soares dos Reis umbenannt. Es beherbergt heute die bedeutendste Sammlung seiner Werke.